# Biblioteca dei Girolamini
La biblioteca dei Girolamini (o anche biblioteca statale oratoriana del monumento nazionale dei Girolamini) è un'istituzione culturale statale della città di Napoli.
Dotata di un'importante raccolta libraria e di un archivio musicale operistico, la biblioteca, aperta al pubblico dal 1586, è la più antica biblioteca pubblica di Napoli, e seconda in Italia dopo la civica Malatestiana di Cesena.

## Storia
Aperta al pubblico nel 1586, la biblioteca è specializzata in filosofia, teologia cristiana, chiesa cristiana in Europa, storia della Chiesa, musica sacra e storia d'Europa. Da un punto di vista architettonico, fa parte del complesso della chiesa dei Girolamini.
L'edificio che la ospita fu ridisegnato nel Settecento da Arcangelo Guglielmelli, la cui opera fu terminata dal figlio nel 1727. Ospita affreschi di Pietro Bardellino (fine XVIII secolo).
Il suo status attuale, di biblioteca statale, tiene fede a una sua antica condizione che fu, fin dal seicento, quello di biblioteca destinata alla frequentazione pubblica. È nota, peraltro, l'assidua frequentazione che gli dedicava Giambattista Vico.
Verso la fine degli anni settanta, Gerardo Marotta ottenne dallo stato l'autorizzazione a collocare nella biblioteca i libri e alcune attività dell'Istituto Italiano per gli Studi Filosofici, ma il progetto non andò in porto a causa del terremoto del 1980, che determinò anche l'utilizzo dei locali come ricovero temporaneo per sfollati. Da allora è iniziata un'epoca di abbandono che si è protratta per decenni.

### Stato recente

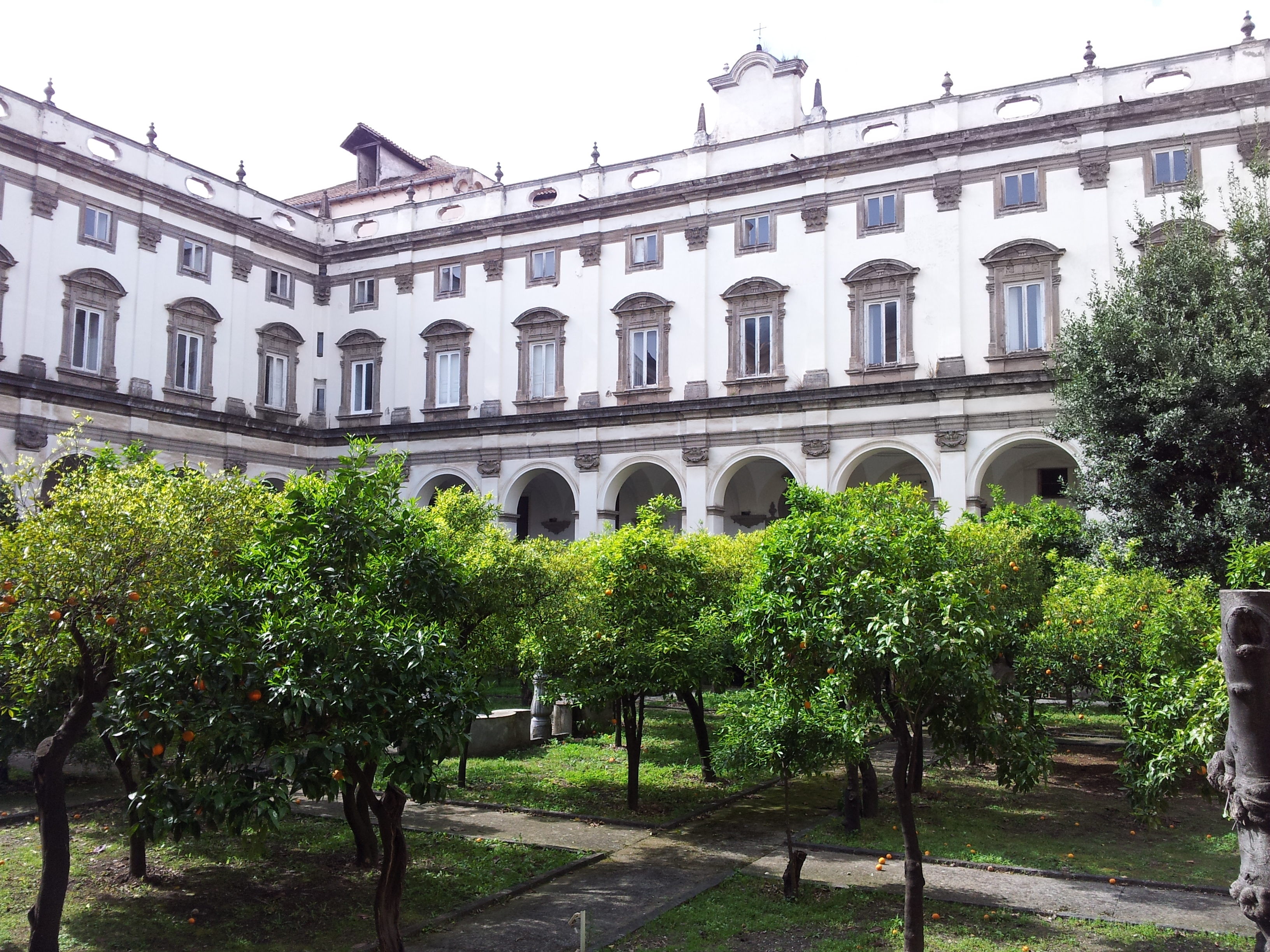
Chiostri dei Girolamini

L'insigne istituzione culturale attraversò, a partire dal secolo scorso, decenni di degrado, dovuti anche alla scelta di utilizzarne gli ambienti quale ricovero d'emergenza per alcuni cittadini le cui abitazioni risultarono inagibili a causa del sisma del 1980. L'incuria e l'assenza di interventi di manutenzione e restauro fecero il resto e per molti anni la biblioteca venne chiusa al pubblico. Nel 2012 l'autorità giudiziaria ne dispose il sequestro nell'ambito di un'inchiesta concernente ripetuti e numerosi furti di preziosi libri antichi perpetrati dai vertici amministrativi del tempo, agevolati nella consumazione di tali illeciti dalla situazione di abbandono e grave trascuratezza gestionale.
Nel 2017 la gestione del complesso dei Girolamini, inclusa la biblioteca, è stata conferita alla Direzione regionale Musei Campania del Ministero della cultura, assumendo, nel 2020, lo status di Istituto dotato di autonomia speciale, di rilevante interesse nazionale.
Nel 2022, dopo il restauro dei luoghi, la biblioteca ha finalmente riaperto all'utenza.

#### Vicenda giudiziaria

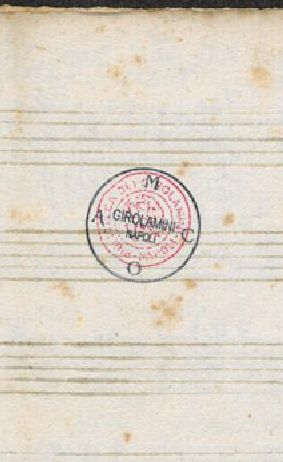
Il timbro della biblioteca su un pentagramma

Nel 2011 fu nominato direttore della biblioteca Marino Massimo De Caro, già consulente del ministro per i beni culturali dell'epoca, Giancarlo Galan. La scelta di De Caro da parte del conservatore dei Girolamini, padre Sandro Marsano, avvenuta con il placet del ministro, suscitò alcune perplessità essendo costui sprovvisto di titoli e competenze in materia.
Dopo una serie di articoli di denuncia circa lo stato di abbandono e di degrado della biblioteca firmati dallo storico dell'arte Tomaso Montanari, in cui si adombrava anche la possibilità di indebite sottrazioni del patrimonio bibliotecario,  Francesco Caglioti si fece promotore di una petizione al fine di sollecitare la rimozione di De Caro da parte del nuovo ministro per i beni culturali Lorenzo Ornaghi, succeduto a Galan.
A seguito di questi eventi che accendevano un riflettore sulla cattiva gestione dell'istituzione culturale, nell'aprile del 2012 il complesso bibliotecario dei Girolamini fu messo sotto sequestro dai carabinieri e venne avviata un'inchiesta nei confronti di De Caro, che si autosospese dall'incarico. Le indagini portarono al ritrovamento, in provincia di Verona, di un deposito, riferibile al De Caro, contenente 240 libri trafugati dalla biblioteca napoletana, appurando inoltre che molti altri volumi erano stati già illegalmente venduti all'estero. Per questi libri sono state avviate le procedure di recupero, che in parte hanno avuto buon esito.
In seguito, sia De Caro sia don Marsano furono tratti in arresto e nelle indagini rimase coinvolto anche il senatore Marcello Dell'Utri, che sarebbe entrato in possesso di almeno quattordici libri, di cospicuo valore, sottratti alla biblioteca: tra gli altri, una copia di Utopia di Tommaso Moro del 1518; una del De rebus gestis Antonj Caraphei di Gian Battista Vico; nonché un volume recante la rara e preziosa legatura cosiddetta Canevari. L'esponente politico ha restituito i libri in questione eccetto la copia dell'Utopia che egli ha dichiarato di aver nel frattempo smarrito.
De Caro, reo confesso, nel 2015 è stato condannato in via definitiva a sette anni di reclusione per il reato di peculato e all'interdizione perpetua dai pubblici uffici. Il medesimo è stato inoltre definitivamente condannato dalla Corte dei conti al risarcimento di quasi venti milioni di euro per il danno all'erario - consistente nel grave depauperamento del patrimonio librario della biblioteca - causato dalla sua condotta delittuosa. L'ex direttore dei Girolamini inoltre confessò che già prima dell'incarico napoletano si era illecitamente appropriato a scopo di lucro di altre antiche pubblicazioni da lui rubate in diverse istituzioni culturali approfittando del ruolo svolto nell'ambito del ministero dei beni culturali.
Marcello Dell'Utri invece è stato assolto dall'accusa di ricettazione dei libri ricevuti da De Caro, in quanto ritenuto ignaro della loro provenienza illecita.
De Caro, in precedenza, si era reso protagonista anche di una clamorosa contraffazione di un'opera di Galileo Galilei. Infatti è riuscito a produrre una finta copia del Sidereus Nuncius. Il libro era così ben fatto che tutti gli esperti mondiali che lo avevano analizzato ne avevano certificato l'autenticità. De Caro voleva così dimostrare, prendendo come esempio lo scherzo dei finti busti di Amedeo Modigliani, di essere il miglior esperto mondiale di Galileo Galilei e l'impreparazione di gran parte del mondo accademico. Un libraio italiano ha voluto poi trarre vantaggio illecito dal volume, lo ha comprato da De Caro per centocinquantamila dollari  e lo ha venduto a un noto antiquario statunitense per cinquecentomila dollari. Voci di corridoio nel mondo antiquario dicono che il libraio americano fosse a conoscenza che il libro fosse un'abile riproduzione di De Caro. La buona fede di De Caro e la conferma della veridicità di quanto da lui dichiarato è provata dal fatto che De Caro non è stato mai nemmeno indagato per aver riprodotto il Nuncius. L'unicità del volume creato da De Caro sarebbe stata dovuta al fatto che le illustrazioni astronomiche che vi compaiono erano non delle semplici incisioni (come in tutti gli esemplari noti dell'opera) bensì acquerelli eseguiti di pugno dallo stesso Galileo (ma in realtà usciti dal pennello di un artista argentino). Nell'inganno caddero anche eminenti studiosi (ed era questo lo scopo di De Caro) da lui consultati proprio per l'autenticazione del volume in questione. La contraffazione è divenuta nota solo in seguito all'intervista concessa da De Caro alla rivista The New Yorker.
Sulla vicenda dei Girolamini, e in generale sulle vicissitudini dell'ex direttore della biblioteca, lo storico e scrittore Sergio Luzzatto ha scritto il libro Max Fox o le relazioni pericolose (2019).

## Patrimonio librario
La biblioteca dei Girolamini custodisce circa 159.700 titoli, prevalentemente antichi, tra cui 94 incunaboli, 5.000 cinquecentine, numerosi manoscritti, di cui circa 6.500 riguardanti composizioni e opere musicali dal XVI al XIX secolo.
Il patrimonio comprende anche il ricchissimo fondo librario della collezione privata di Giuseppe Valletta (18.000 volumi circa, con edizioni rare del XVI e XVII: classici della letteratura greca e latina, storia e filosofia), un'acquisizione che i padri oratoriani portarono a termine su consiglio di Giambattista Vico. Proprio al filosofo napoletano, che donò le prime edizioni di tutte le sue opere al convento, è dedicata una sala del complesso bibliotecario: la Giambattista Vico. Questo ambiente è potenzialmente fruibile al pubblico grazie ai lavori di catalogazione digitale e restauro dei libri eseguiti nel 2012. Tuttavia, il giorno prima della sua apertura al pubblico, l'intera biblioteca dei Girolamini (inclusa la sala Vico), vengono posti sotto sequestro dai carabinieri.
Altri pregevoli fondi librari conservati al suo interno sono il Fondo Agostino Gervasio (archeologia, numismatica, bibliografia, letteratura classica), il Fondo Filippino (storia della Chiesa, sacre scritture, teologia) e il Fondo Valeri (940 volumi sulla storia di Napoli e dell'Italia meridionale).